# Майкъл Палин: Новата Европа
Майкъл Палин: Новата Европа (на английски: Michael Palin's New Europe) е документален филм, продуциран от английската телевизия ББС, за пътуване през източна Европа. Излъчено е в ефир през 2007 година. Водещ на предаването е актьорът и пътешественик Майкъл Палин. Той посещава 20 държави през 2006 и началото на 2007 година - разделени в седем епизода. Издадена е и книга със същото заглавие и много илюстрации от пътешествието - „Нова Европа“ (изд. „Вакон“, 2009).

### Епизоди и посетени държави
1. „Война и мир“ – Словения, Хърватия, Босна и Херцеговина, Сърбия и Албания;
2. „Източна наслада“ – Северна Македония, България и Турция;
3. „Див изток“ – Приднестровието, Молдова и Румъния;
4. „От Дунав до Днепър“ – Унгария и Украйна;
5. „Балтийско лято“ – Естония, Латвия, Литва и Калининградска област;
6. „Полша“ – Полша
7. „Краят на пътуването“ – Словакия, Чехия и Германия (бившата ГДР)